# Bahía de Gibara
La bahía de Gibara es una formación geográfica ubicada en la costa norte de la provincia de Holguín, en el oriente de Cuba. Esta bahía ha sido testigo de importantes eventos históricos desde la llegada de Cristóbal Colón en 1492 y ha desempeñado un papel crucial en el desarrollo económico y cultural de la región. En la actualidad, la bahía sigue siendo un puerto pesquero activo y un atractivo turístico por su belleza natural y su rica herencia cultural.

## Ubicación
La bahía se encuentra en la costa norte del municipio holguinero de Gibara, en Cuba. Su entrada está situada entre dos formaciones rocosas: Punta Fernando al oeste y Punta Peregrina al este, con una distancia de aproximadamente 1.270 metros entre ambas. La bahía tiene una forma irregular similar a una concha y una superficie aproximada de 5,5 km². La ciudad de Gibara, conocida como "La Villa Blanca", se asienta en la costa oeste de la bahía, en la ladera este de una elevación costera de cima aplanada.

## Características
La Bahía de Gibara presenta una forma irregular de bolsa, con una anchura máxima de 2.700 brazas y una "bola" de aproximadamente 900 brazas que mira hacia el norte. En el centro de la bahía, se encuentra un canal con una profundidad de 14 pies. Es una bahía de poco calado, lo que limita la navegación de grandes embarcaciones. Además, la bahía recibe los vertimientos y arrastres de dos ríos que desembocan en ella, lo que complica aún más la navegación. A pesar de estas limitaciones, se considera que es el puerto de más fácil entrada y salida de toda la costa norte de las provincias orientales de Cuba.
Las costas oeste y este de la bahía son altas y rocosas, mayormente acantiladas, con pequeñas playas de caleta en su interior de arenas mixtas. Al sur, la costa es baja y arenosa, cubierta de manglares y arenas oscuras debido a la mezcla con sedimentos del delta de los ríos Gibara y Cacoyoguín. Esta zona, conocida como Las Balsas, es un lugar tradicionalmente utilizado por las familias locales para acampadas y actividades recreativas durante el verano.
El relieve submarino de la bahía muestra una caída suave de las pendientes de sur a norte, mientras que en los márgenes este y oeste, las pendientes caen bruscamente. El fondo marino es fangoso en los deltas de los ríos y arenoso-rocoso en el resto de la bahía.

## Historia

Litoral gibareño.

### Época precolombina y llegada de Colón
Antes de la llegada de los españoles, la región de Gibara estaba habitada por comunidades aborígenes. El 27 de octubre de 1492, Cristóbal Colón avistó tierra cubana, según los estudiosos, era la montaña conocida hoy como “Silla de Gibara”. El día 28 de octubre, el Almirante tocó tierra en la bahía de Bariay, y en la mañana del 29 de octubre de 1492, las naves del Almirante anclaron en la bahía de Gibara, a la cual Colón llamó “Río de Mares”. Las naves permanecieron en la bahía durante 12 días, durante los cuales establecieron contacto con los aborígenes locales y realizaron reparaciones en las embarcaciones.

### Desarrollo colonial
Desde el siglo XVIII, la Bahía de Gibara se convirtió en el puerto natural de la cercana ciudad de Holguín. En 1817, se decidió la construcción de la Batería Fernando VII para controlar el incipiente comercio de contrabando que ya existía en la bahía. Bajo la protección de esta batería, comenzó a crecer la ciudad de Gibara. En 1822, se habilitó el puerto y luego se ampliaron sus muelles. La ciudad fue fundada oficialmente el 16 de enero de 1817, fecha en la que se colocó la primera piedra de la fortificación en Punta de Yarey.
Durante el siglo XIX, Gibara experimentó un crecimiento significativo. En 1862, la población alcanzó los 1.754 habitantes, y en 1877, la cifra aumentó a 7.599 habitantes. La ciudad se convirtió en un importante centro comercial y cultural en la región.

### Siglo XX y eventos destacados
En 1893, el ferrocarril llegó a Gibara, conectando la ciudad con Holguín y facilitando el comercio y las comunicaciones. Sin embargo, a principios del siglo XX, la ciudad comenzó a declinar económicamente debido a la disminución de la actividad portuaria y la pérdida de importancia estratégica.
Un evento significativo en la historia de Gibara ocurrió el 17 de agosto de 1931, cuando una tropa de revolucionarios encabezados por Emilio Laurent desembarcó en la ciudad durante la dictadura de Gerardo Machado. Este hecho, conocido como la Guerrita de Gibara, marcó un hito en la lucha contra la dictadura y convirtió a Gibara en la primera población de Cuba atacada simultáneamente por efectivos del Ejército, la Aviación y la Marina de Guerra.

## La ciudad de Gibara

Ciudad de Gibara con la bahía al fondo.

La ciudad de Gibara se asienta en la costa oeste de la bahía, en la ladera este de una elevación costera de cima aplanada. La costa de la ciudad es rocosa, con bajos y altos acantilados bordeados por un malecón, en el que existen pequeñas playas en forma de conchas arenosas como Playa el Boquerón y El Faro.
En el interior de la bahía, existen múltiples playas limpias y agradables, entre las cuales se destacan Playa de Vallado, Playa el Faro, Playa Boquerón y Playa Blanca. Estas playas son populares entre los residentes y turistas por su belleza natural y aguas tranquilas.
La ciudad es conocida por su arquitectura colonial, calles empedradas y casas de colores pastel. Este patrimonio arquitectónico ha llevado a que Gibara sea declarada Monumento Nacional.

## Los alrededores
Alrededor de la bahía, se encuentran varias elevaciones montañosas que forman parte del grupo orográfico Maniabón. Entre ellas destacan el cerro de Yabazón (246 m), el cerro Colorado (255 m) y la Silla de Gibara (307 m), la más alta de la zona y reconocida por su forma de silla de montar. Estas formaciones geográficas fueron descritas por Cristóbal Colón en su diario de navegación durante su primer viaje.

## Importancia cultural y turística
Gibara ha sido reconocida por su rica herencia cultural y su belleza natural. En 2002, la ciudad fue declarada Monumento Nacional, destacando su valor histórico y arquitectónico. Desde 2003, Gibara ha sido sede del Festival Internacional de Cine Pobre, un evento cultural que atrae a cineastas y visitantes de todo el mundo.
La economía de Gibara ha pasado de depender de la industria azucarera a centrarse en la pesca y el turismo. La ciudad es conocida por su gastronomía basada en mariscos y pescado, así como por sus artesanías elaboradas con conchas y otros materiales marinos. Los visitantes pueden disfrutar de actividades como paseos en bote, pesca, senderismo y exploración de su patrimonio histórico.